# 陰影帶
日食陰影帶是出現在日全食開始之前和結束之後，出現在素色表面可以看到的波浪狀交替、平行移動的光線微弱。它們是由大氣湍流折射所引起的閃爍 (天文學) 現象，當太陽呈現細薄的新月形時，原本歧散的陽光因類似穿過狹縫而趨近準直光束，在前後各約一分鐘時最為明顯而較易觀察到。 
陰影的細部結構是由隨機的大氣擾動，即微細的空氣湍流模式，折射從狹窄的新月形太陽射出近似準直的光束造成。
陰影帶快速滑動的運動是由於氣流變化與太陽以高角度投射的角運動兩相結合造成。隨著月牙型的太陽變薄，陽光的準直性逐漸增加，因影帶也越來越明顯，直到太陽盤面完全被遮蔽，日全食開始就嘎然而止。
恆星的光也是因為同樣的原因而閃爍。他們離地球太遠，因而成為點光源，就很容易受到地球大氣湍流的影響。這些湍流就像透鏡和稜鏡一，會偏移光線的路徑。看著準直的星光，大氣折射造成的陰影帶就會穿過我們的眼睛。

## 歷史
- 在西元9世紀，在一次日全食中首度被描述 －－在舊冰島詩體埃達中的一部分：女巫的預言[來源請求]
- 在1820年，德國天文學家赫爾曼·邁爾·薩洛蒙·戈爾德施密特（Hermann Goldschmidt）注意到在日全食的前後可以看見陰影帶[5][6][7]。
- 在1842年，英國天文學家喬治·比德爾·艾里（George B. Airy）第一次觀察日全食。他回憶說陰影帶適量點之一："隨著全食的逼近，牆壁和地面上出現了奇怪的光波動。景象是如此的驚人，以至於在有些地方的孩子們追趕著，並試圖用手去抓住它他回憶說,陰影帶是亮點之一:"隨著整體的臨近,牆壁和地面上出現了奇怪的光波動,如此驚人,以至於在有些地方,孩子們追趕它,試圖用手抓住它。  [8]。"
- 在2008年，英國天體物理學家斯圖爾特·伊夫斯（Stuart Eves）推測，陰影帶可能是次聲波的效應。這涉及以超音速移動的月球陰影，並引發大氣的衝擊波。然而，天文學教授巴里·鐘斯（Barrie Jones），一位陰影帶的專家指出："一般相信的理論有效，沒有必要尋求另一個替代方案[9]。"